# 库卡

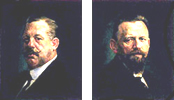
该公司是由约翰·约瑟夫·凯勒和雅各布·科纳皮希在1898年创立

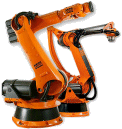
库卡工业机器人

库卡（德語：KUKA AG）是一家德国公司，从事工业机器人和工厂自动化生产。
库卡在全球有25个分公司，包括美国、墨西哥、巴西、中国大陆、台湾、日本、韩国、印度、俄罗斯，和大多数欧洲国家。

## 名称
公司名字「KUKA」是 Keller und Knappich Augsburg（凯勒和科纳皮希，奥格斯堡）四个首字母之组合。它同时是库卡的注册商标。

## 公司历史
库卡是于1898年由约翰·约瑟夫·凯勒、雅各布·科纳皮希在奥格斯堡建立。最初专注于室内及城市照明，但不久就涉足其他领域（焊接设备、大型容器）。
至1966年，公司成为欧洲市政车辆的市场领导者。
1973年库卡研发了自己第一台工业机器人FAMULUS。当时库卡属Quandt集团旗下，而Quandt家族则于1980年退出，同时公司上市。
1995年库卡机器人技术被分拆，组成库卡机器人有限公司，与库卡焊接设备有限公司（即后来的「库卡系统有限公司」），同属库卡股分公司。
公司是德国工程协会VDMA的成员，机器人工业协会（RIA）的成员，和国际机器人联合会（IFR）的成员。现今库卡专注于向工业生产过程，提供自动化解决方案。
大多数库卡机器人都被塗上了“库卡橙色”（官方企业标准色）或黑色。
2016年7月4日，中国美的集團以12億歐元 (約101.4億港元)，向德國工業集團福伊特收購庫卡 25.1%股權。2016年10月13日，欧盟委员会根据欧盟合并条例，批准美的集团收购库卡，持有其94.55％的股份。
2022年3月26日，美的宣佈打算收購庫卡剩餘股份。

## 公司数据
库卡总部在德国奥格斯堡。截至2014年12月，库卡共有超过12000名员工。
以前公司主要客户来自汽车厂，但后期已经扩展到其他工业领域。

## 重要发展
- 1971年：为戴姆勒建成欧洲第一台焊接传输线。
- 1973年：库卡建成全球第一台六轴机电驱动的工业机器人FAMULUS。
- 1976年：推出IR 6/60——全新的机器人类型六轴机电驱动带角手。
- 1989年：新一代工业机器人诞生 – 无刷电机的使用，降低了维护成本，提高了技术可用性。
- 2007年：库卡titan - 当时最强大的6轴工业机器人，被计入吉尼斯纪录[8]。
- 2010年：KR QUANTEC系列工业机器人，填补了机器人家庭中，载重90-300公斤工作范围达3100毫米这一部分的空白。
- 2012年：小型机器人系列KR AGILUS上市。

## 机器人系统資訊及应用领域

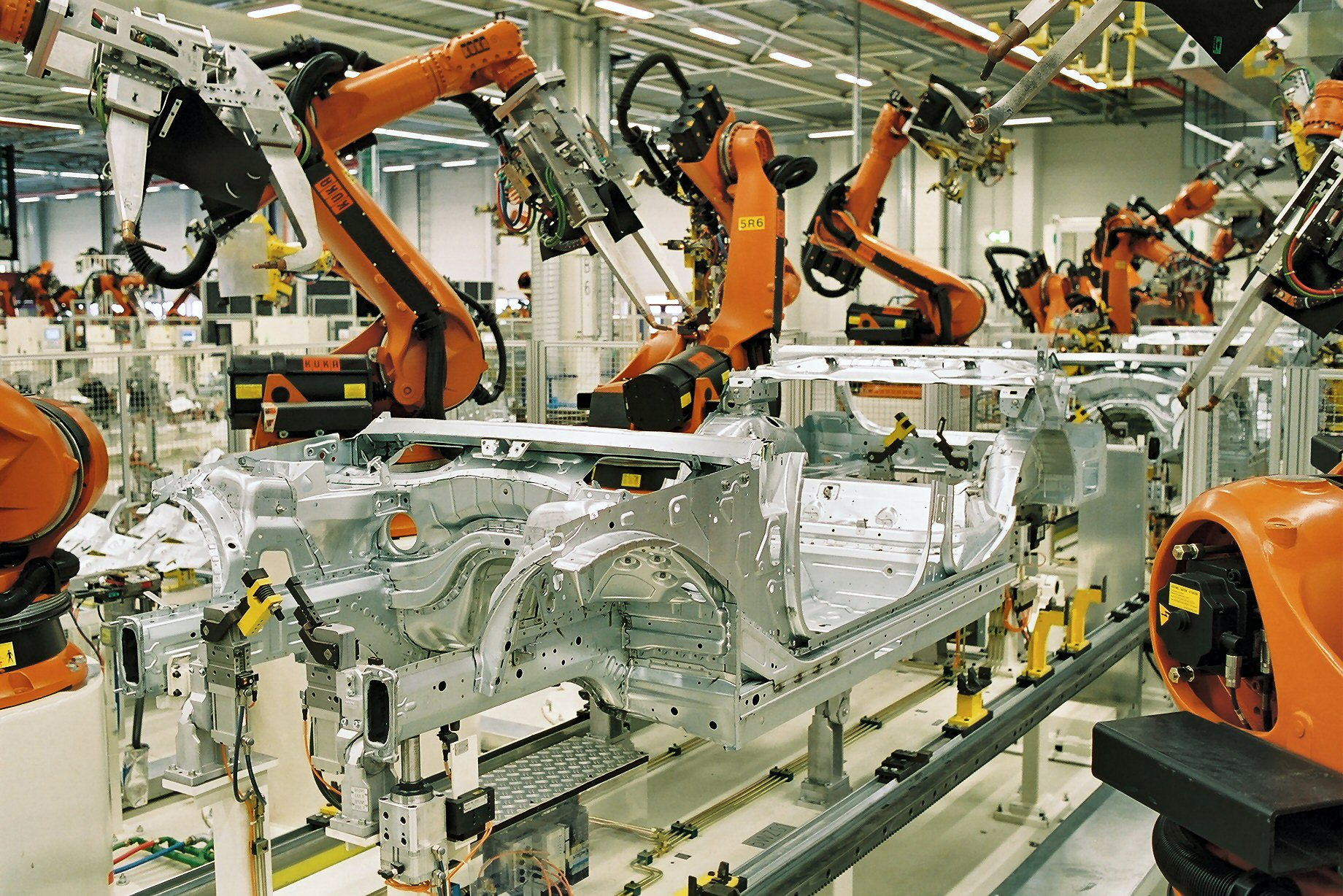
汽车制造业: 车身点焊。

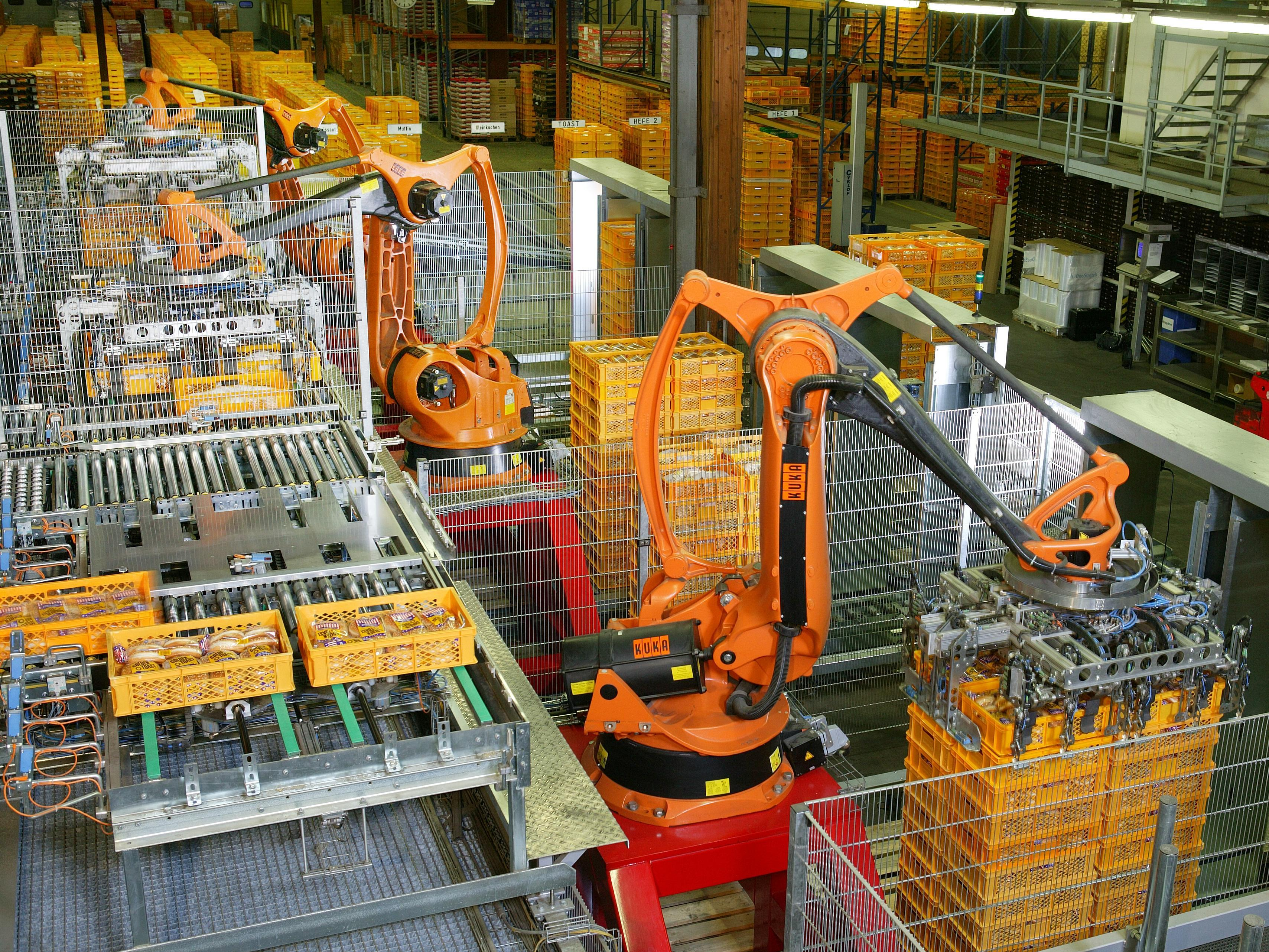
食品行业: 面包包装及堆垛。

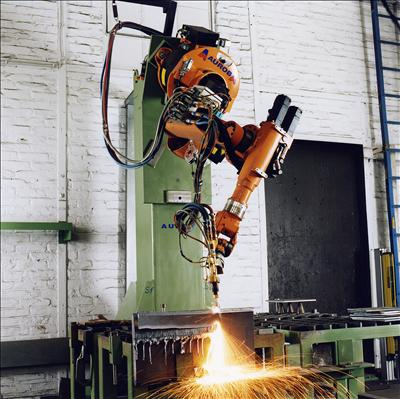
建筑行业：切割钢铁建材。

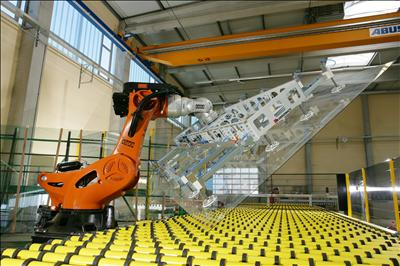
玻璃制造行业: 传送平面玻璃。

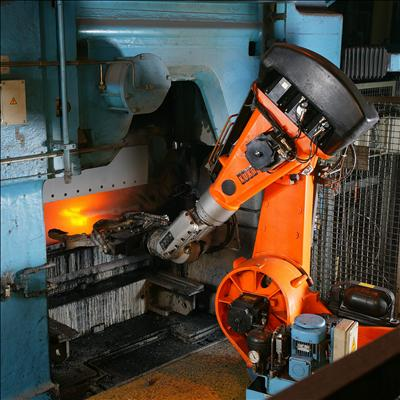
自动化铸造行业的耐高温机械臂。

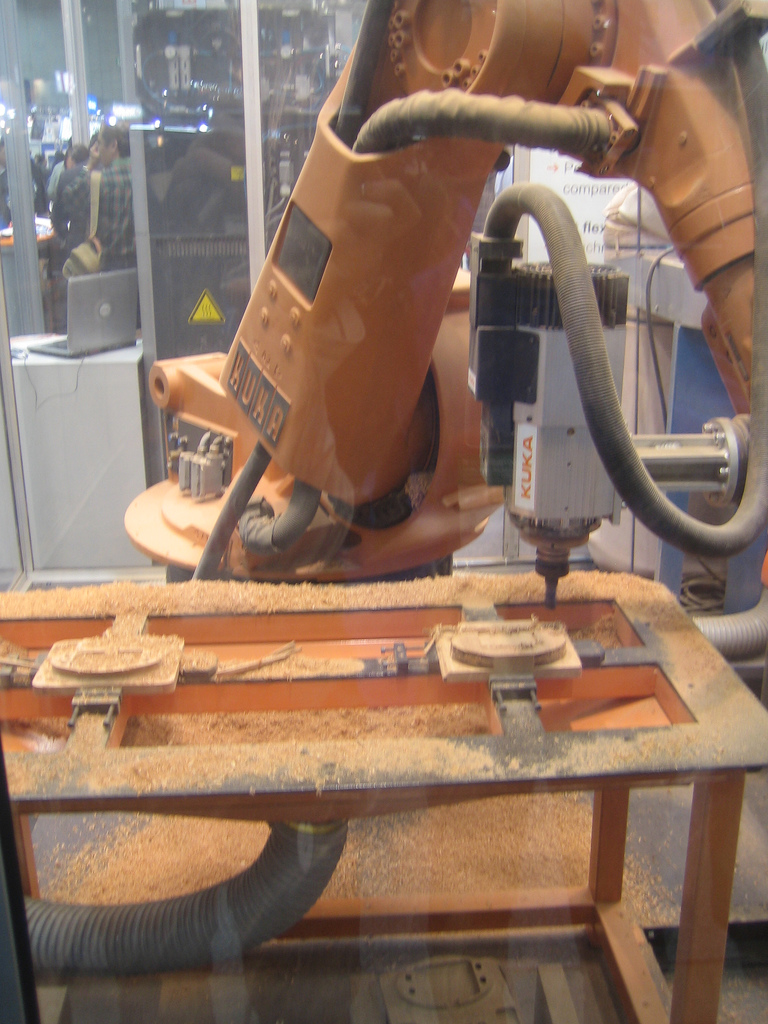
木材加工: 数控铣床。

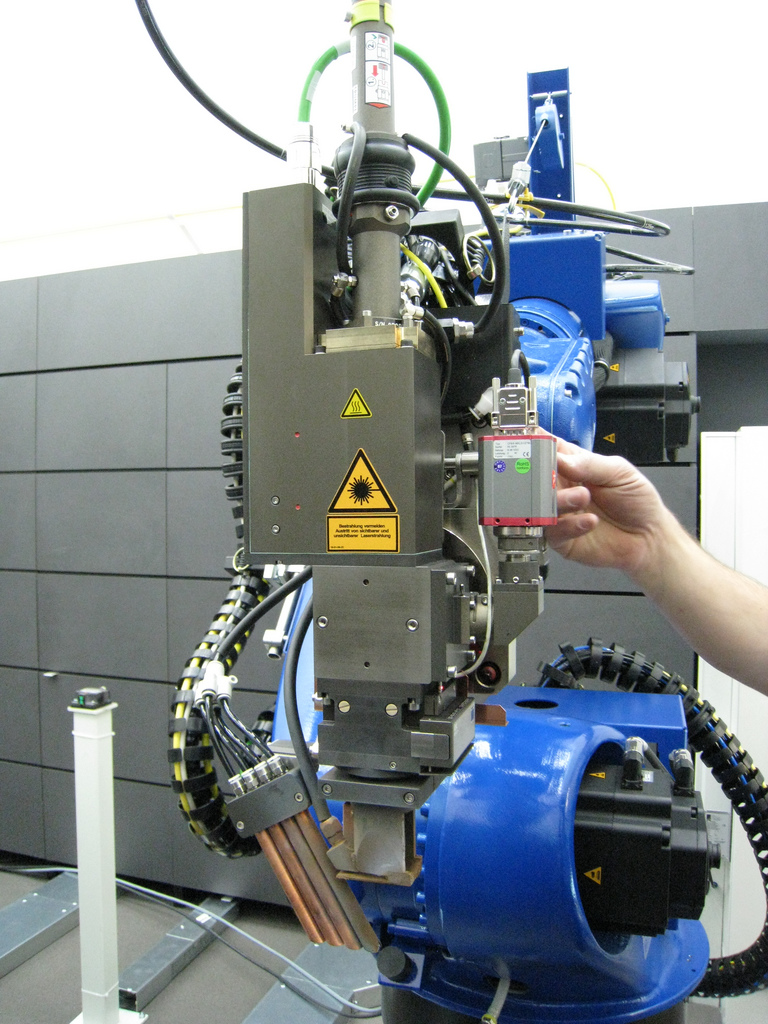
金属加工: YAG-激光切割。

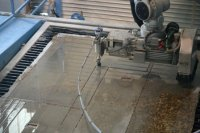
石材加工: 花岗岩厨房台面的水射流切割。

### 机器人系统資訊
每个机器人都有一个分辨率达640 x 480象素，带一个6D集成鼠标的控制面板（KCP）。只要操纵鼠标，便可控制机械手臂的运动。机器人移动的位置，可被即时储存(TouchUp)；功能、模块，以及所有相应的数据列表，也可通过它，得以创建并编辑。若要手动控制，必须先开启控制面板（KCP） 背部的开关（如今该开关只用于紧刹）。连接到控制面板和系统的，是一个VGA接口，和CAN总线。
设在控制柜中的一台工业电脑，通过MFC卡和机器人系统通信，机械手臂和和控制面板之间的控制信号则经由DSE-RDW传播， DSE卡在控制柜内, RDW卡则在机器人底座内。 
旧版的KRC1控制面板，使用的是Windows 95 操作系统的软件，包一个CD-ROM和磁盘驱动器；以太网、Profibus、Interbus、Devicenet、ASI 插口，也都是可用的。
新版的KRC4控制面板，采用Windows XP 系统，包含一个 CD-ROM 驱动和一个USB插口，一个以太网接口，以及一个提供给Profibus、Interbus、DeviceNet 或者Profinet的可选接口。大多机器人都是橙黄色(RAL 2003)或黑色，其中前者代表了公司主色调。

### 应用领域
库卡机器人一般用于物料搬运、加工、堆垛、点焊和弧焊，涉及到自动化、金属加工、食品和塑料等行业。
库卡的用户包括：GM、克莱斯勒、福特、保时捷、宝马、奥迪、奔驰、大众、法拉利、哈雷戴维森、波音、西门子、宜家、施华洛世奇、沃尔玛、 百威啤酒、BSN Medical、可口可乐、ROSO...等等。
- 物流业：主要体现在负重及自由定位。

- 食品行业：在该领域，库卡机器人可在包装、装卸货物、食品切割、堆垛和卸垛、质量控制方面，减轻人类或机器的负担。

- 建筑业：应用于原材料输送、加工及建築过程。

- 玻璃制造：如实验室器皿制造，制胚及变形。

- 铸造和锻造业：在去毛刺、打磨及钻孔等加工过程，及质量监控过程中，均会使用。

- 木材行业：磨、铣、钻、锯、分拣、码垛等过程，均可由机器人完成。

- 金属加工：主要应用领域为金属钻孔、铣削、切割、弯曲和冲压。当然也用于焊接、装配、装载或卸载工序中。

- 石材加工：使用于石板桥锯，以及全自动3D加工方面。

## 财务数据
营业额 (库卡机器人有限公司)
- 4.13 亿欧元 (2008)
- 3.3  亿欧元 (2009)
- 4.35 亿欧元 (2010)
- 6.16 亿欧元 (2011)

库卡机器人有限公司管理层：

CEO Manfred Gundel

CFO Michael Albert

营业额 (KUKA 股份公司)
- 12.86 亿 Euro (2007)
- 12.66 亿. Euro (2008)
- 9.02 亿. Euro (2009)
- 10.78 亿. Euro (2010)
- 14.35 亿. Euro (2011)
- 29.66 亿. Euro (2015)

库卡股份公司管理层

CEO Dr. Till Reuter

CFO Peter Mohnen

## 库卡娱乐业

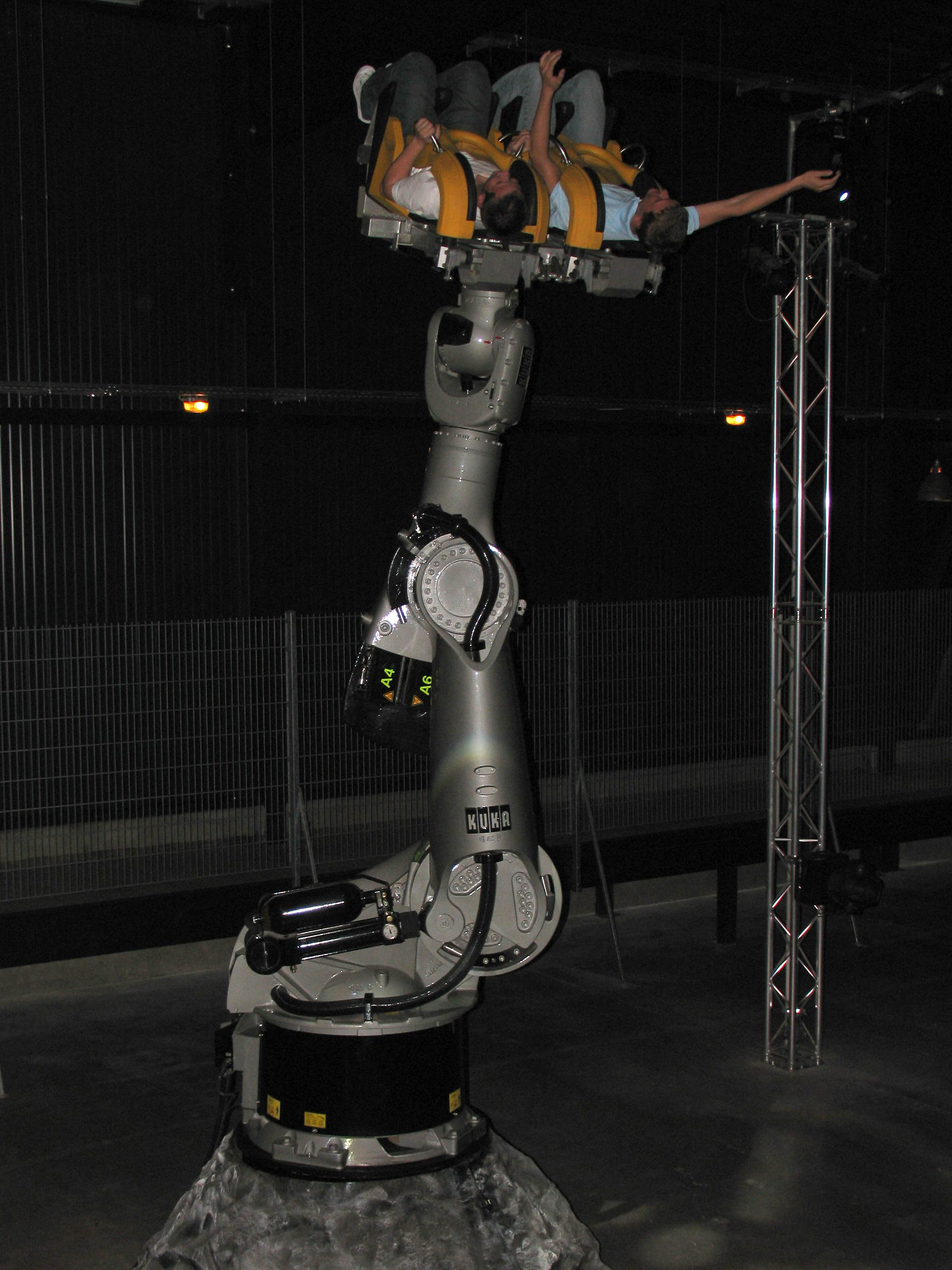
KUKA´s Robocoaster是一个基于工业机器人技术上的娱乐客运工业机器人。

库卡工业机器人在多部好莱坞电影中出现过。在詹姆斯·邦德的电影新铁金刚之不日杀机，其中一个场景描述的是在冰岛的一个冰宫，国家安全局特工(荷莉·貝瑞)的厄运，受到激光焊接机器人的威胁。在朗·霍華导演的电影達文西密码中，一个KUKA机械人递给汤姆·汉克斯飾演的罗伯特兰登一个装有密码筒的箱子。KUKA机器人还为娱乐场所生产过Robocoaster客运工业机器人。

## 参阅
- 自动化技术
- 机器人学
- KRL（英语：KUKA_Robot_Language）：控制庫卡機器人的專屬程式語言。